# Горная тундра

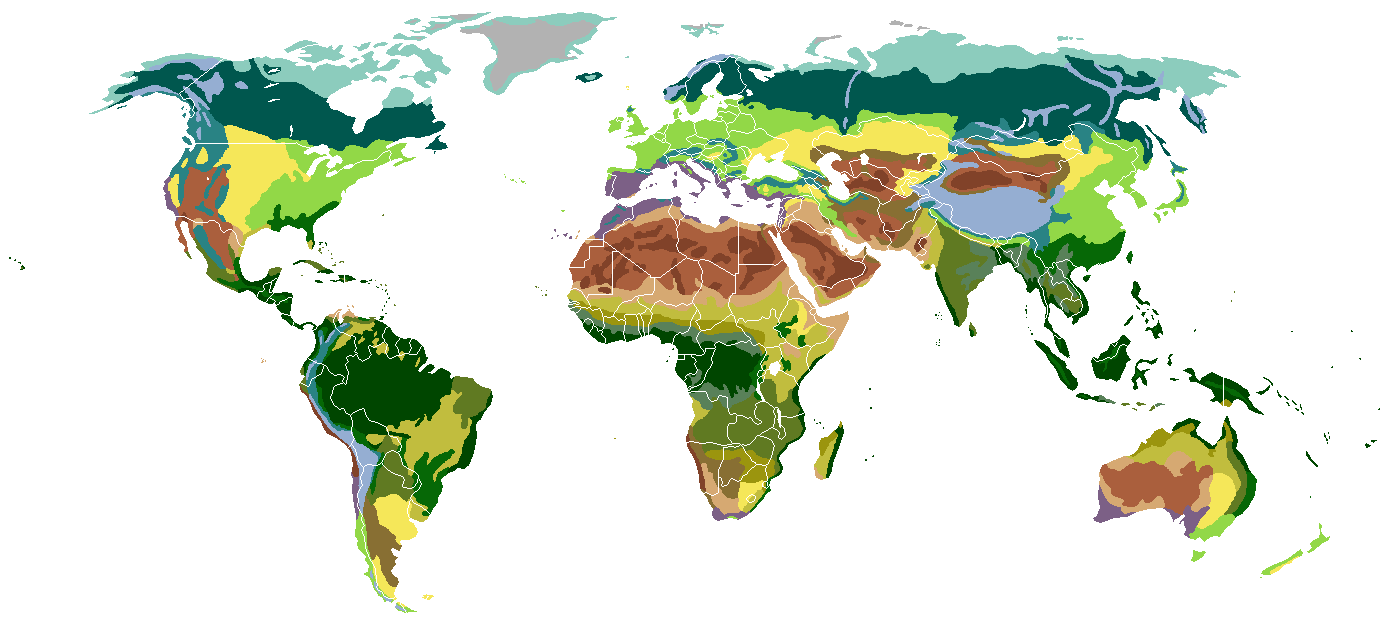

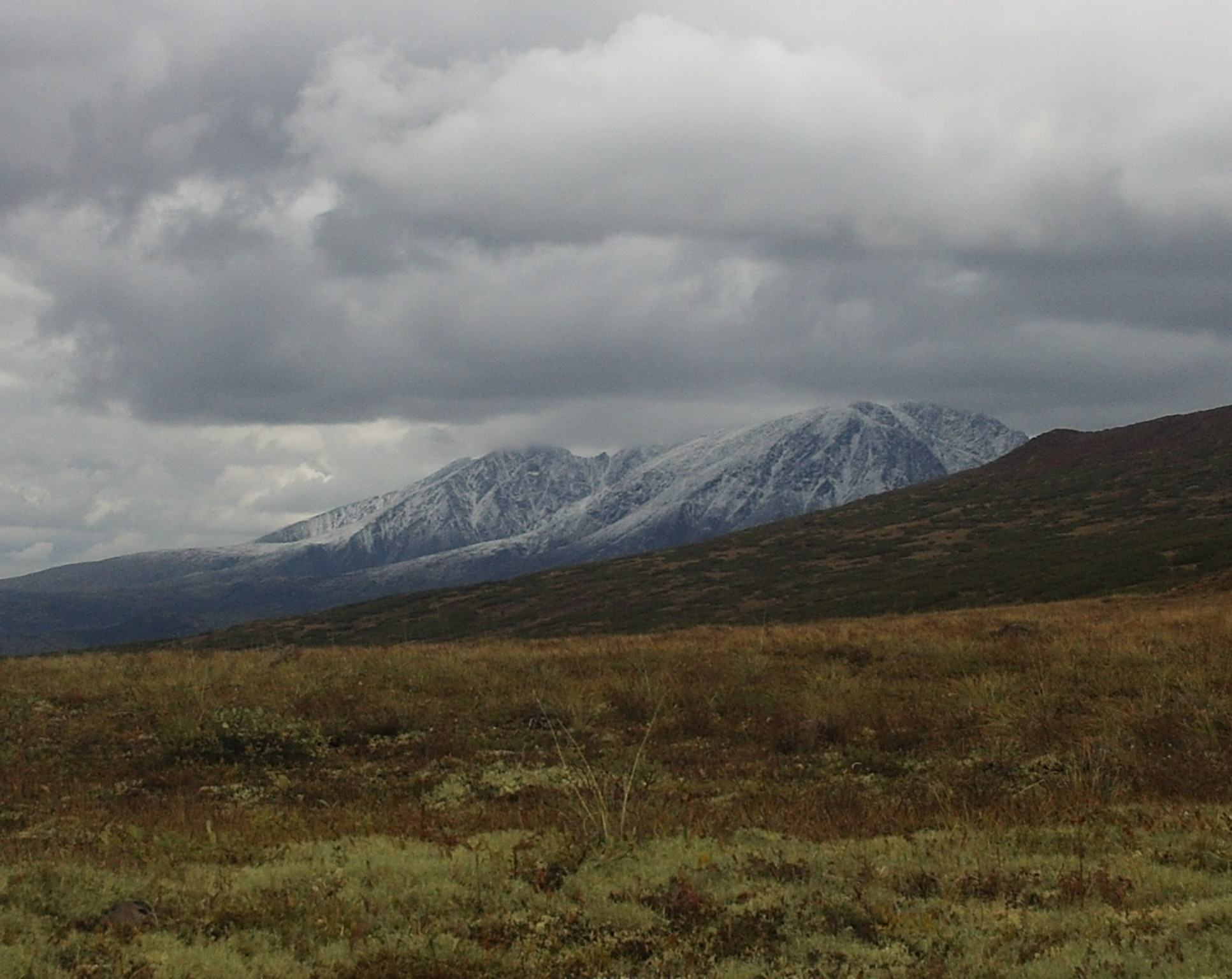
Типичная горная тундра. На заднем плане голец с ярко выраженной вертикальной зональностью.

Горная тундра (также альпийская тундра, высокогорная тундра) — тип экосистем (или биом) в схеме вертикальной зональности, аналогичный тундре. Располагается между горно-лесным и снежно-ледниковым поясом и разграничивается по границе горных лесов (проходящей по средней изотерме лета +10 °C) и снеговой линии. Этот тип высотных зон характерен для гор субарктического и умеренного пояса.
Горная тундра отличается от арктической в основном лучшим дренажом горных почв и, как следствие, слабой заболоченностью.

## Климат
Климат районов распространения горных тундр характеризуется в целом низкими температурами воздуха, обусловленными адиабатическим градиентом температур — температура воздуха понижается в среднем на 1 °C на каждые 100—200 м высоты. Типичны отрицательные среднегодовые температуры воздуха, сильные ветры и высокая интенсивность солнечного излучения. Характерны также разреженность воздуха, неравномерно распределённая и сильно изменчивая влажность воздуха, и неоднородность в распределении снежного покрова.

## Флора

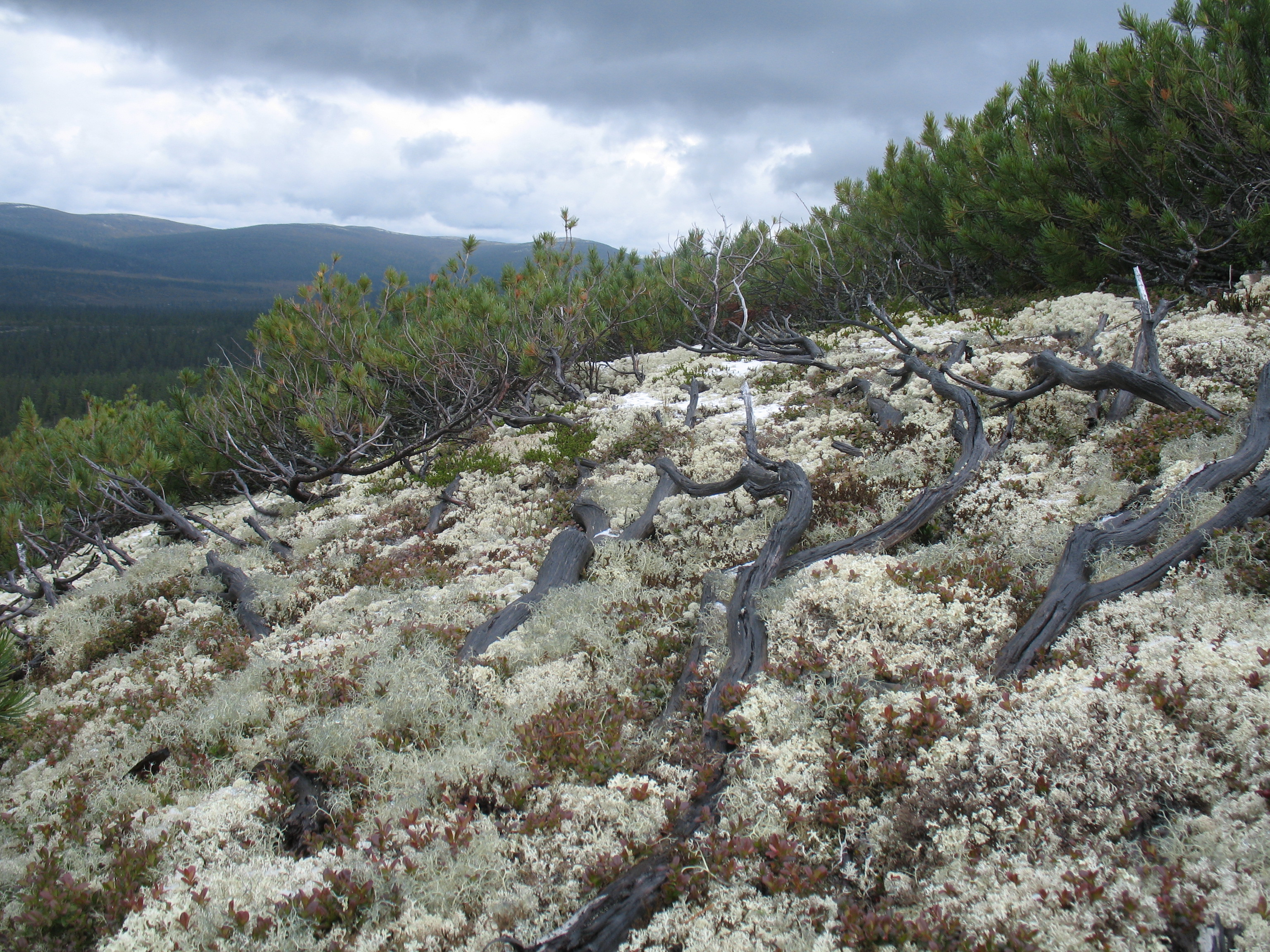
Заросли кедрового стланика на ковре из ягеля в нижней части горных тундр Северного Прибайкалья

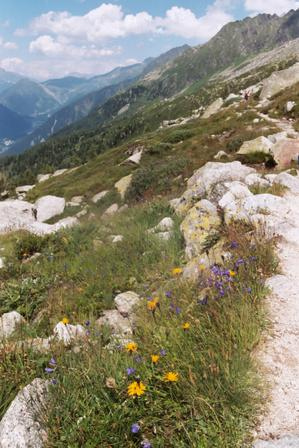
Флора в альпийской среде

Пояс горных тундр начинается от границы леса, выше которой произрастание древесной растительности невозможно, и завершается на уровне снеговой линии. Сильные ветра, низкие температуры, метели, частое отсутствие снежного покрова на открытых участках и широкое развитие многолетней мерзлоты, не позволяющее корням проникать глубоко в почву, привели к формированию приземистой альпийской растительности с корневой системой, пронизывающей тонкий сезонно-талый слой грунта.
Непосредственно над границей леса в структуре растительности доминируют кустарники, прежде всего ольха и ива. Выше могут развиваться разнотравные луга из многолетних травянистых растений, которые затем изреживаются, уступая место мохово-лишайниковой растительности и карликовым формам полукустарничков с сильно изреженным травянистым покровом, произрастающим на каменистых и горно-тундровых почвах. В верхнем поясе горных тундр произрастают накипные лишайники, разреженные приземистые подушкообразные кустарнички и мхи среди каменных россыпей.

## Фауна

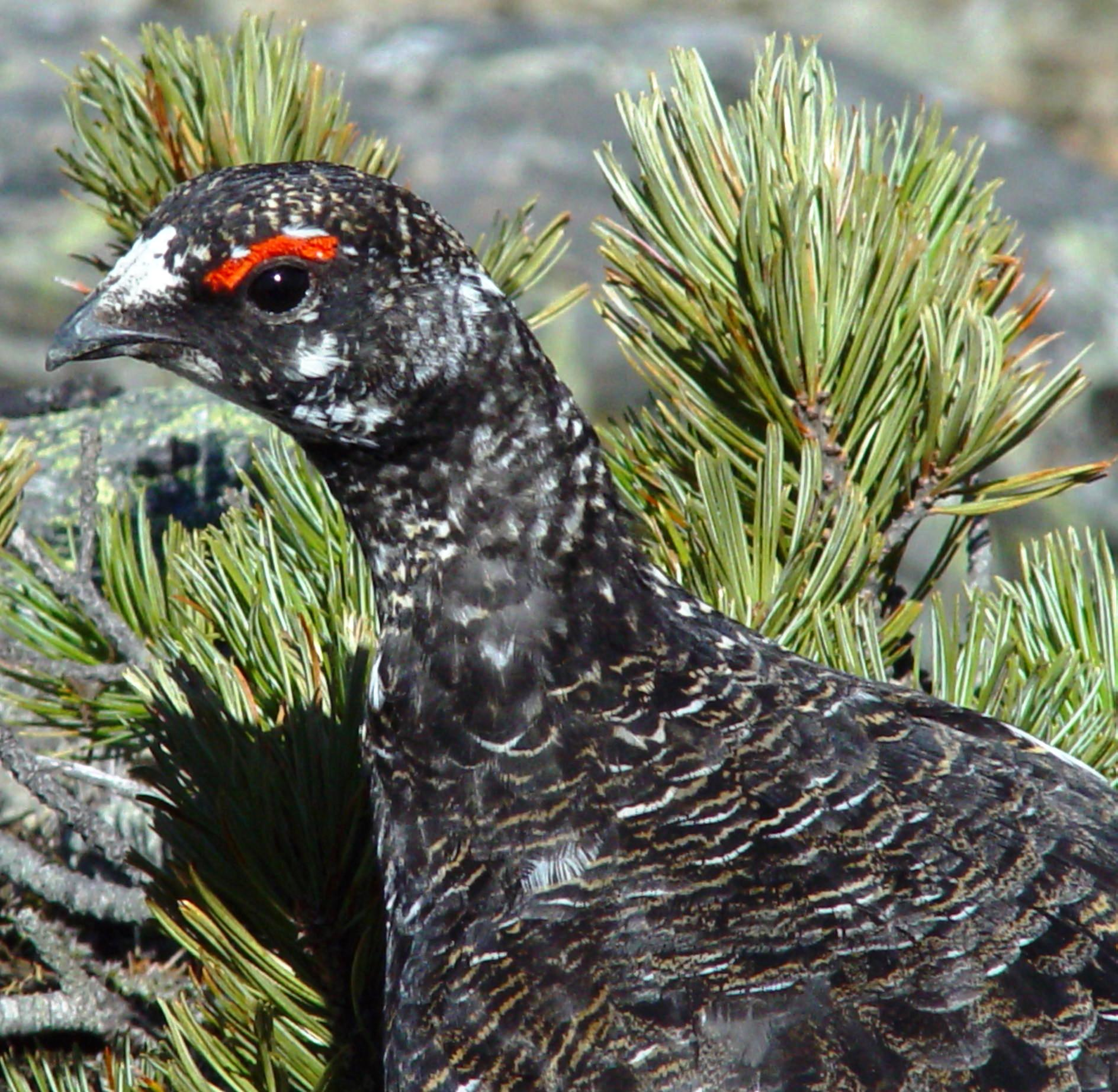
Тундряная куропатка

## Распространение
В низких широтах пояса горных тундр смещаются выше от уровня моря и постепенно замещаются субальпийскими и альпийскими лугами с цветковыми травами и кустарниками, хотя местами встречаются в высокогорье даже вблизи экватора. В высоких широтах горная тундра спускается до уровня моря и смыкается с полярной тундрой.
Евразия:
- Горы Северо-Востока России

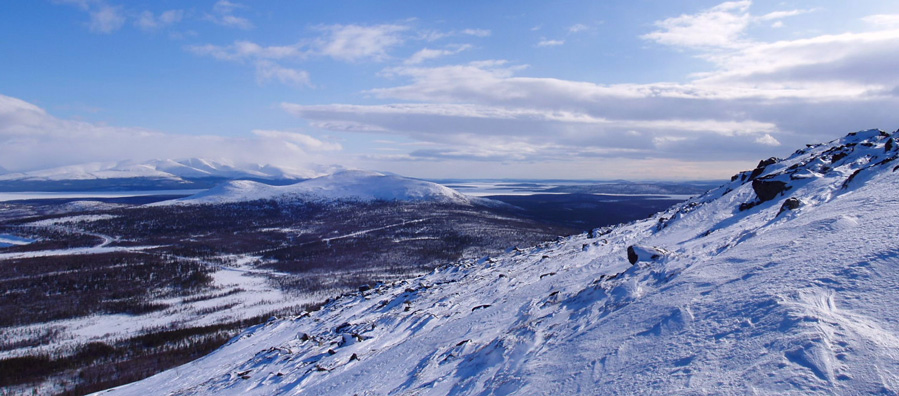
Сопки Мончетундры

- Горы Южной Сибири (Алтай, Саяны, Хамар-Дабан, Байкальский хребет, Становое нагорье, и др.)
- Тибет
- Уральские горы
- Кольский полуостров (Хибинские тундры, Ловозёрские тундры, Мончетундра, Заячья Тундра и др.)
- Скандинавский полуостров

Северная Америка:
- Тундра и ледяные поля гор тихоокеанского побережья
- Тундра Аляскинского хребта и гор Святого Ильи
- Тундра хребта Брукс и гор Бритиш-Маунтинс
- Тундра нагорий Девисова пролива
- Высокогорная тундра Огилви и Маккензи
- Высокогорная тундра внутренних районов
- Большой Бассейн

Южная Америка:
- Центральные и Южные Анды